# Andrzej Słaboński
Andrzej Słaboński (ur. 24 października 1908 w Skrzeszowicach k. Miechowa, zm. 23 stycznia 1995 w Szczecinie) – polski profesor nauk rolniczych w zakresie genetyki i hodowli roślin, nauczyciel akademicki, doktor honoris causa Akademii Rolniczej w Szczecinie

## Życiorys
Urodził się w rodzinie chłopskiej jako dziewiąte i najmłodsze dziecko spośród rodzeństwa. Po ukończeniu Gimnazjum im. B. Nowodworskiego w Krakowie studiował na Wydziale Rolniczym Uniwersytetu Jagiellońskiego, specjalizując się w zakresie hodowli roślin i doświadczalnictwa. W 1948 został doktorem nauk rolniczych na Wydziale Rolniczym UMCS w Lublinie, w 1964 otrzymał tytuł naukowy profesora nadzwyczajnego, w 1971 – tytuł naukowy profesora zwyczajnego.

## Praca zawodowa
Podczas studiów pracował w Stacji Nasiennej Małopolskiego Towarzystwa Rolniczego przy zakładaniu i opracowywaniu doświadczeń odmianowych i nawozowych. Po uzyskaniu dyplomu w 1935 pracował jako asystent na Uniwersytecie Jagiellońskim. W latach 1936−1946 pracował pod kierunkiem profesora Stefana Lewickiego w Dziale Roślin Zbożowych PINGW w Puławach. Na przełomie lat 1938/39 odbył półroczne studia w Niemczech w zakresie odmianoznawstwa i hodowli roślin zbożowych. W 1946 został oddelegowany do Gorzowa Wielkopolskiego, gdzie jako kierownik Ekspozytury Działu Roślin Zbożowych PINGW organizował prace badawcze i hodowlane. Po reorganizacji instytutów w 1951 został kierownikiem Pracowni Hodowli Roślin Zbożowych Instytutu Hodowli i Aklimatyzacji Roślin, gdzie prowadził prace hodowlane i wyhodował nowe odmiany zbóż. W latach 1945-1951 pracował równocześnie jako kierownik zakładu Hodowli Roślin Szelejewo, skąd wywodzi się jego odmiana pszenicy ozimej − Szelejewska. Od 1956 pracował w Akademii Rolniczej w Szczecinie, gdzie zorganizował Katedrę Hodowli Roślin i Nasiennictwa, którą kierował do przejścia na emeryturę w 1979. W latach 1969−1970 był dziekanem Wydziału Rolniczego.

## Osiągnięcia naukowe
Zajmował się systematyką odmian roślin uprawnych, hodowlą roślin oraz genetyką i fizjologią rozwoju roślin, wykazał, że nie ma związku między zimotrwałością a długością stadium jarowizacji, gdyż cechy te nie są sprzężone i w krzyżówkach w dalszych pokoleniach dziedziczą się niezależnie. Wykorzystał zabieg jarowizacji do krzyżowania odmian wczesnych z późnymi, ozimych z jarymi i zastosował sztuczne oświetlenie w celu utrzymania w ciągu roku dwóch pokoleń zbóż ozimych w szklarni. Z krzyżówek odmian ozimych z jarymi otrzymał rody o dużej zimotrwałości, wykorzystane w późniejszych pracach hodowlanych. W latach sześćdziesiątych prowadził badania nad jęczmieniem jarym, opracował metodykę hodowli jęczmienia o dużej tolerancyjności na gleby lekkie i kwaśne, wyhodował nowe odmiany jęczmienia tolerancyjne na zakwaszenie gleby i odporne na suszę. Profesor Słaboński opracował metodykę hodowli odmian jęczmienia, która pozwala wyhodować nową odmianę z krzyżówek w okresie 6-7 lat zamiast 10-15 lat. Większość późniejszych prac dotyczy zagadnień związanych z hodowlą zbóż: hodowli odpornościowej na choroby, suszę i zakwaszenie globy, wykorzystania w hodowli zbóż zjawiska heterozji, poliploidalności oraz krzyżówek międzyrodzajowych, ulepszenia metod hodowlanych. W pracach nad odpornością odmian na mączniaka, w której przebadał ponad 300 odmian stwierdził, że największą odporność na tę chorobę wykazuje pszenżyto. W latach 1963−1965 prowadził badania dotyczące heterozji żyta tetraploidalnego, które stanowiły wówczas nowość w literaturze w aspekcie metod hodowli żyta tetraploidalnego. Razem z współpracownikami przeprowadził szereg wieloletnich doświadczeń nad wpływem dawek nawozu azotowego i ilości wysiewu na plenność, strukturę plonu i jakość ziarna pszenicy ozimej i jarej, żyta tetraploidalnego oraz jęczmienia jarego.
Profesor Andrzej Słaboński jest autorem lub współautorem ponad 160 publikacji, w tym ponad 40 prac oryginalnych oraz artykułów popularnych i upowszechnieniowych. Profesor Słaboński był wychowawcą licznych kadr rolniczych, wypromował ponad 150 magistrów, 8 doktorów, zostawił po sobie dwóch następców z tytułem naukowym profesora. Pochowany na Cmentarzu Centralnym w Szczecinie kwatera 85GR.

## Nagrody i odznaczenia
- Nagroda Państwowa II Stopnia za wyhodowanie odmian jęczmienia
- Order Sztandaru Pracy I Klasy
- dyplom wicemistrza techniki NOT
- Złota Odznaka Honorowa NOT za twórcze osiągnięcia hodowlane
- Honorowa Nagroda im. Stanisława Staszica za wybitne osiągnięcia w organizacji i systematycznym wrażaniu nowoczesnej nauki i techniki do produkcji rolnej.

Akademia Rolnicza w Szczecinie w uznaniu zasług profesora Słabońskiego dla nauki polskiej i rolnictwa polskiego nadała Mu najwyższą godność akademicką − tytuł doktora honoris causa, który otrzymał na uroczystym posiedzeniu Senatu w dniu 27 stycznia 1989. Jego praca badawcza i hodowlana nad jęczmieniem jarym została wyróżniona w czasie II Kongresu Nauki Polskiej, który odbył się w czerwcu 1973. oraz w ankiecie na temat „Największe osiągnięcia nauki polskiej w Polsce Ludowej”, opublikowanej w książce pt. Nauka polska i jej osiągnięcia. PWN Warszawa 1975.